# Alpenländische Tracht
Die alpenländische Tracht ist als Volkstracht der Alpenländer von großer regionaler Vielfalt. 
Während die Bregenzerwälder Frauentracht als eine der ältesten Trachten des Alpenraums angesehen wird, dominieren in den Medien oft stereotyp die Trachtenlederhose, Janker, Dirndl und Hut mit Gamsbart der oberbayrischen Gebirgstrachten.
Siehe auch:
- Bayerische Tracht
- Dirndl
- Trachten in Österreich
- Trachten in der Schweiz